# دیدیم
دیدیم (به ترکی استانبولی: Didim) شهری است در کشور ترکیه که در استان آیدین واقع شده‌است. جمعیت این شهر بر اساس سرشماری سال ۲۰۰۸ میلادی ۳۹٬۱۸۳ نفر و بر اساس برآوردهای سال ۲۰۰۹ میلادی ۴۶٬۶۲۰ نفر می‌باشد.